# 康斯坦丁·拉杜
康斯坦丁·拉杜（羅馬尼亞語：Constantin Radu；1926年4月19日—），罗马尼亚共产党中央政治执行委员会候补委员，中央书记处书记。

## 生平
1926年，生于罗马尼亚弗朗恰县阿德茹德。
1943年，在阿德茹德木材厂机械加工车间当学徒。
1947年，当机械钳工。
1945年，加入工会。
1948年，加入罗马尼亚共产主义青年联盟。
1950年，在奥多贝什蒂区古杰什蒂木材加工和开发公司当机械操作工。
1951年，在克卢日林业火车机械学校学习，任学校劳动青年联盟组织书记。
1952年，当机车修理工。
1953年，任公司交通运输部主任。
1953年，加入罗马尼亚共产党。在雅西劳动学院学习，任学院劳动青年联盟组织书记。
1954年，为罗马尼亚劳动青年联盟中央委员会委员。11月，任福克沙尼区党委督导员。
1955年，在罗共雅西州委党校学习。
1956年，任罗共加拉茨州委党校苏联共产党和国际工人运动历史系讲师。
1958年，在社会政治学院进修。
1961年，任加拉茨州党委宣传鼓动部群众政治工作处处长。
1962年，任加拉茨州工会理事会主席、党委委员。
1964年，任罗共加拉茨州党委宣传鼓动部部长。
1968年，任罗马尼亚共产党布勒伊拉县委员会第一书记兼布勒伊拉县人民委员会执行委员会主席。
1969年，为罗马尼亚共产党第十届中央检查委员会委员。
1971年，任罗马尼亚共产党中央组织部副部长。
1973年，任罗马尼亚共产党中央委员会督导员。
1974年，任罗马尼亚共产党中央干部部部长。
1978年，任国家安全局局长。
1982年，任罗共中央干部问题小组委员会副主席、布加勒斯特市委员会执行委员兼布加勒斯特市人民委员会执行委员会第一副主席。
1983年，任全国人口委员会委员。
1984年，增补为罗马尼亚共产党中央委员、中央书记处书记。
1987年，任罗马尼亚社会主义共和国政府副总理。
1988年，任罗马尼亚共产党布加勒斯特市委员会第一书记兼布加勒斯特市人民委员会执行委员会主席、党中央政治执行委员会候补委员。
1989年，任最高物资和原材料利用开发和组织和生产技术现代化中央委员会成员、优化运输中央委员会成员。12月，罗马尼亚革命，被逮捕。
1991年，被释放。
1992年，再次被捕入狱，判处有期徒刑14年。
1994年，获特赦出狱。